# Ors Communal Cemetery
Ors Communal Cemetery est l'un des deux cimetières militaires de la Première Guerre mondiale situés sur le territoire de la commune d'Ors dans le département du Nord. L'autre est Ors British Cemetery.

## Localisation
Ce cimetière est situé à l'intérieur du cimetière communal, rue de la Gare.

## Historique
Ors fut occupé par les Allemands dès fin août 1914 et ne fut repris par les troupes britanniques que le 1er novembre 1918. Ce cimetière a été créé en novembre 1918 pour y inhumer les victimes de ces combats.

## Caractéristique
Ce cimetière contient 59 sépultures de soldats britanniques dont la tombe du poète britannique Wilfred Owen tué à Ors le 4 novembre 1918.

## Galerie

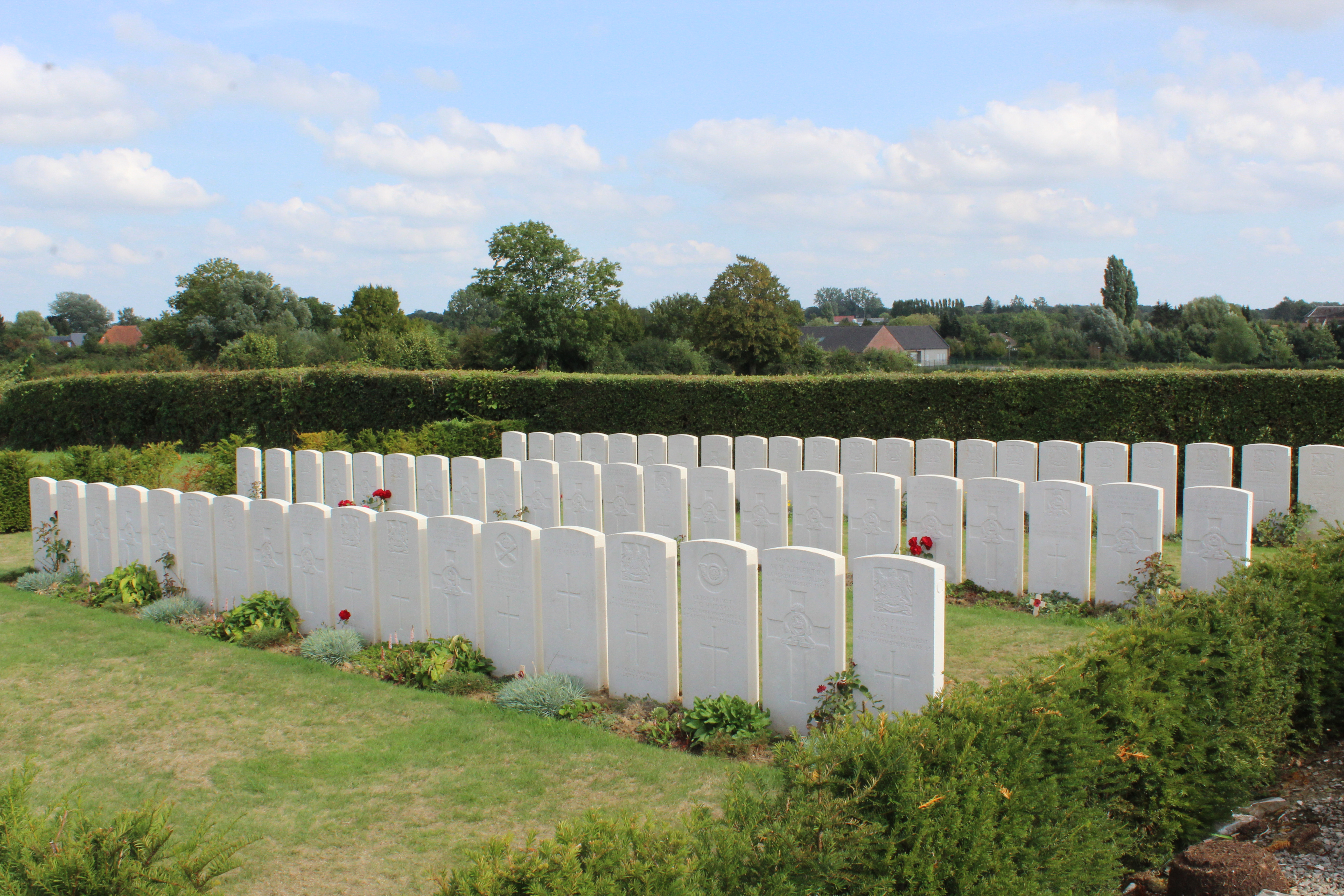
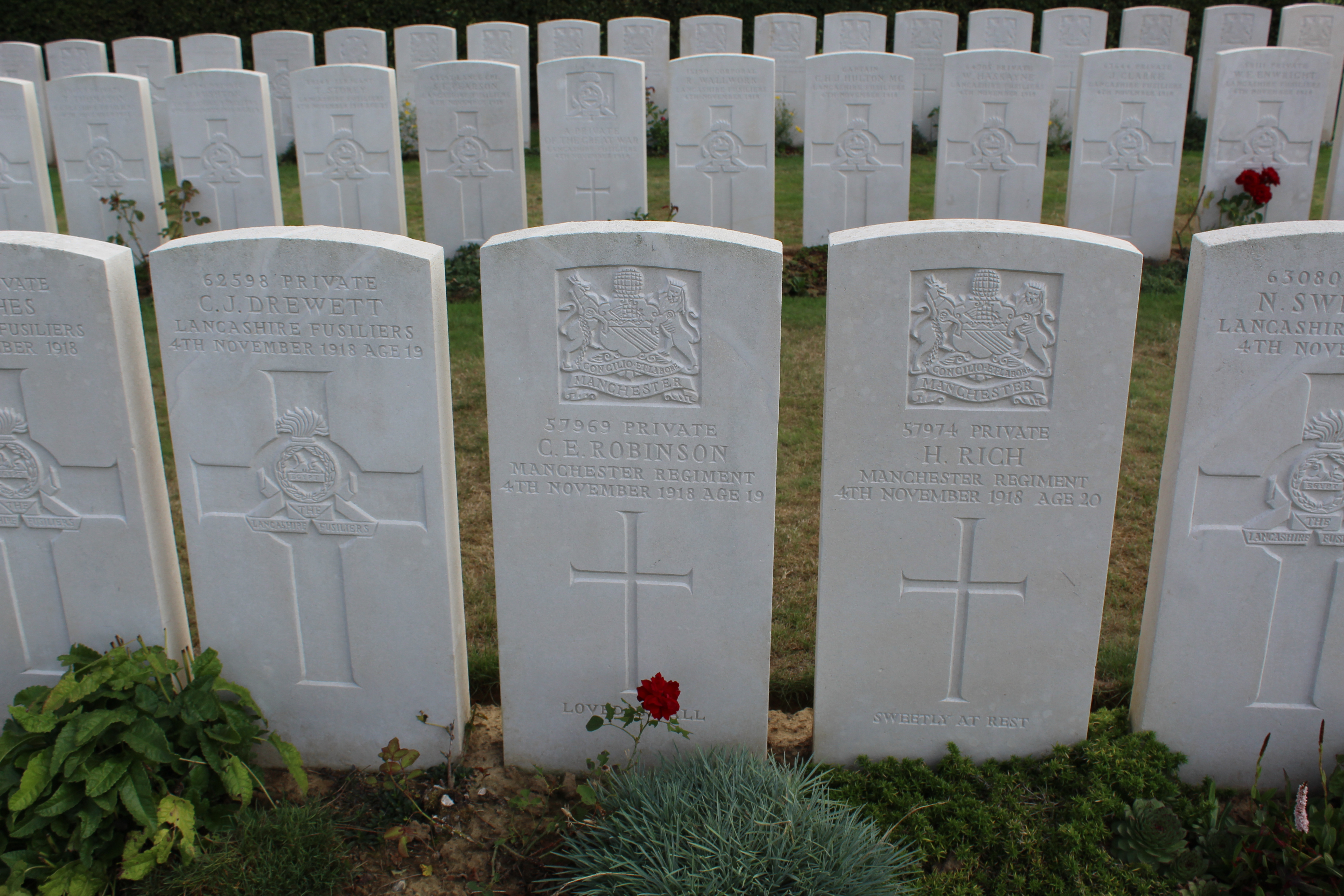
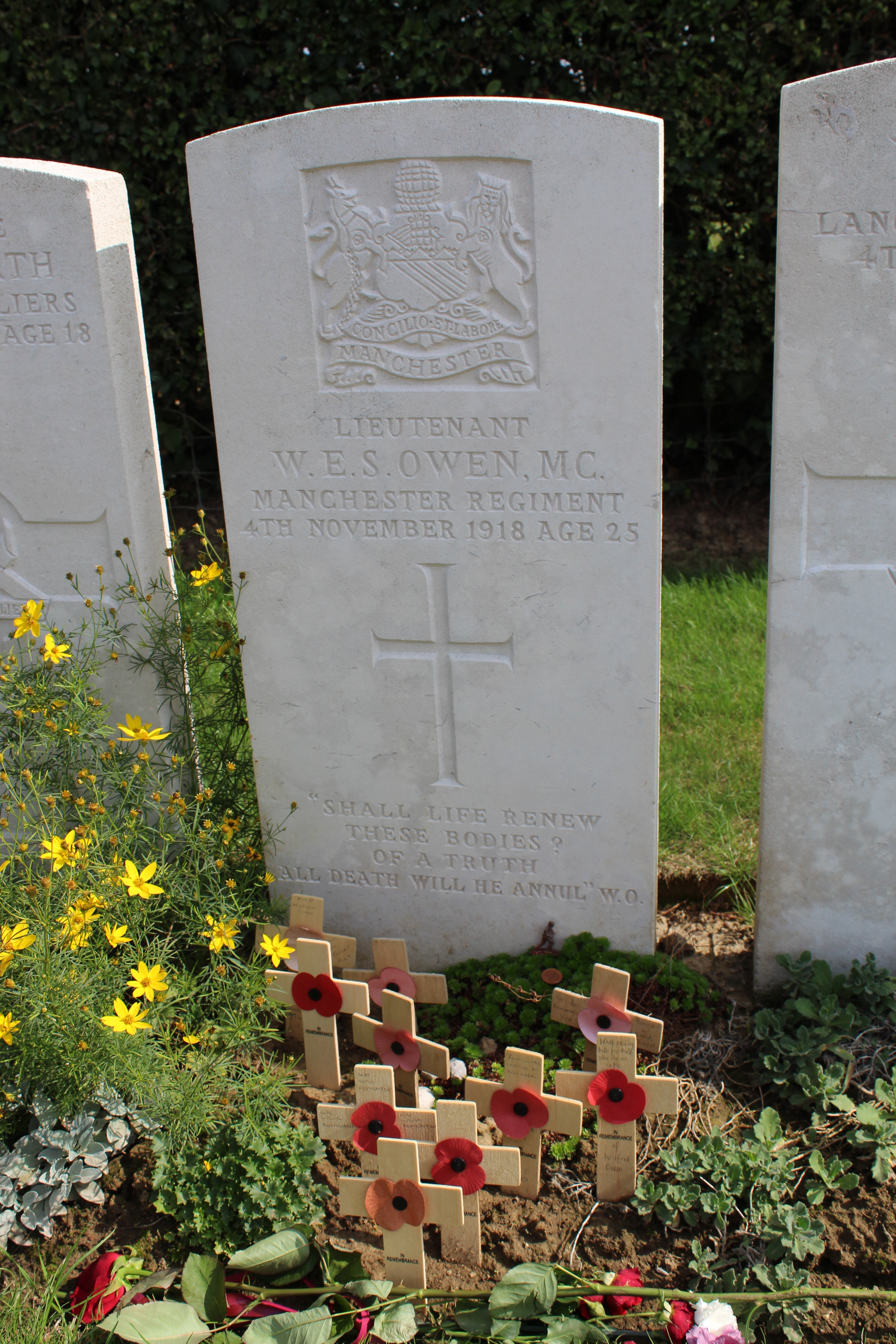
Tombe du poète britannique Wilfred Owen.

## Sépultures
| Pays        | Sépultures |
| ----------- | ---------- |
| Royaume-Uni | 59         |